# Diccionario filosófico
El Diccionario filosófico o La Razón por el alfabeto es una obra de Voltaire, publicada en 1764 con el título de Diccionario filosófico portátil, que fue concebida por su autor como una máquina de guerra contra «la Infamia».

## Origen
El proyecto de redacción de un diccionario que compilase las principales ideas del partido filosófico habría surgido hacia 1750 en el círculo del rey Federico II de Prusia, en la corte en la que vivía Voltaire en aquella época. La llegada a Berlín en 1752 del abate de Prades, colaborador de L'Encyclopédie, expulsado de Francia por haber difundido las ideas de Locke en una tesis de teología, les habría conducido a proyectar la realización de un compendio que, superando la prudencia que había guiado a los enciclopedistas franceses, descubriese al público las ideas de los filósofos. Pero esta obra colectiva no llegó a ver la luz, a causa de la confrontación entre Voltaire y Federico II que condujo a la huida del primero en 1753.
Posteriormente, en 1755-1756, Voltaire se acercó a Diderot, y sobre todo a D'Alembert, que le invitó a participar en la aventura de la Encyclopèdie. Se entusiasmó con el proyecto, reclutó colaboradores, encargó y escribió artículos. No obstante, el artículo «Ginebra», encargado e inspirado por Voltaire, provocó un gran escándalo en París y en la ciudad helvética: los protestantes rechazaron el texto, que los presentaba como deístas, mientras que en Francia se suspendió la aparición de la Enciclopedia. Tras un intercambio epistolar entre Diderot y Voltaire, en el que le animaba a exiliarse, este último interrumpió su colaboración. De todas formas, también pensaba que la Enciclopedia era demasiado voluminosa como para ser un arma realmente eficaz.
En 1763 Voltaire recupera su idea de una obra que condense la esencia de sus ideas filosóficas, morales, políticas y religiosas. Se encuentra en la cima de su gloria: historiador, dramaturgo, poeta, polemista, y su influencia es tal que ha conseguido interesar a las clases dirigentes de toda Europa en la injusticia cometida contra un protestante de Toulouse, Jean Calas, y lograr que se revisase el proceso. En esa época, los jesuitas son expulsados del reino de Francia, mientras que la Iglesia católica, agotada tras un siglo de luchas entre jesuitas y jansenistas, está intelectualmente agotada. El filósofo considera que ha llegado el momento de dar un golpe, que quizás haga caer el edificio: en junio de 1764 se publica, de manera anónima, la primera edición del Diccionario filosófico portátil, no en Londres, como se indica en la obra, sino en Ginebra. Se trata de una obra de 352 páginas que reúne 73 artículos, de «Abraham» a «Virtud».

## Publicación y escándalo
Después de la publicación del Diccionario filosófico, Voltaire se esforzó en convencer a sus corresponsales de que no tenía nada que ver con esta obra y que no se le debía atribuir. Este acto de prudencia obedece a un precepto que él mismo había formulado: «Pegue, y esconda la mano», de modo que lo cumple de buen grado, ya que según la legislación de la época, el autor de un texto anónimo no podía ser perseguido a menos que reconociese la paternidad.
Estas precauciones no eran superfluas: desde su aparición, la obra creó escándalo, en Ginebra inicialmente, donde la obra fue condenada a «ser lacerada y quemada» por «temeraria, escandalosa, impía y destructora de la Revelación», sentencia ejecutada el 24 de septiembre de 1764. En diciembre del mismo año, el diccionario fue quemado en Holanda, y más tarde en Berna. El Parlamento de París a su vez lo condenó el 19 de marzo de 1765, y la Ciudad del Vaticano lo incluyó en el Index. Por último, el 1 de julio de 1765, el ejemplar del libro de Voltaire que poseía el caballero de La Barre se trasladó de París a Abbeville para ser quemado en la misma hoguera que su propietario.

## Composición

### Un diccionario portátil
Dom Calmet, uno de los blancos favoritos de Voltaire en el Diccionario filosófico, y autor de un Diccionario histórico, crítico, cronológico, geográfico y literal de la Biblia, había escrito en el prefacio de este último que su siglo era el «siglo de los diccionarios». El gusto del público por este género de obras era tal que se llegó a escribir un Diccionario de diccionarios. Voltaire, a su vez, había colaborado en dos de ellos: un diccionario «de palabras», el Diccionario de la Academia Francesa (para el que redactó 117 artículos) y un diccionario «de cosas», L'Encyclopédie, al que aportó 45 artículos. Su manera de pensar, decididamente analítica, se prestaba a la escritura de artículos sobre temas previamente definidos: las Cartas filosóficas ya habían seguido el mismo principio.
Este mismo espíritu analítico empujó también a Voltaire a buscar la mayor concisión posible, a abandonar las digresiones, a concentrarse en el objetivo. Este principio de concisión le había conducido, en 1733, a proponer resumir en un solo volumen el Diccionario histórico de Bayle, lo que causó una cierta conmoción. También fue él quien se quejó porque le pedían artículos demasiado largos para L'Encyclopédie. De aquí la idea de publicar un diccionario, pero portátil.
Lo «portátil» estaba de moda en esta época: entre 1738 y 1763 habían aparecido una treintena de diccionarios, que abarcaban todos los ámbitos del saber: existía un Diccionario portátil de cocina, un Diccionario portátil de jurisprudencia... Incluso un Diccionario filosófico portátil aparecido en 1756, obra de una tal Chicanneau de Neuvillé (el subtítulo Ensayo sobre los medios para ser feliz, indica que el proyecto era de una naturaleza muy diferente al de Voltaire). El formato de los portátiles (en doceavo, generalmente) presentaba dos ventajas: eran muy manejables y, además, baratos. Ventajas que podían seducir a Voltaire, que esperaba la mayor difusión de las ideas de los filósofos, papel que la Encyclopédie, por razones inversas, no podía cumplir con eficacia. Lo explicó claramente en una carta que envió en 1756 a D'Alembert:

Querría saber qué daño puede causar un libro que cuesta cien escudos. Nunca veinte volúmenes in-folio provocarán la revolución; son los pequeños libros portátiles a treinta sous (sueldos) los que deben temerse. Si el evangelio hubiese costado mil doscientos sestercios, la religión cristiana nunca se hubiese impuesto.

### Estructura delDiccionario filosófico
La obra se presenta bajo la forma de un diccionario, su organización obedece evidentemente a la lógica del orden alfabético, y no exige por tanto una «lectura seguida», tal como señala Voltaire en su prólogo en la edición de 1765 del Diccionario. A pesar de ello, se encuentra en el libro una voluntad de estructuración de las palabras que va más allá de la mera obediencia al criterio alfabético.
De este modo, las primeras frases del artículo «Antropófagos» («Del amor ya hemos hablado. Por lo mismo, es más desagradable pasar de las gentes que se besan a las gentes que se comen.») funcionan como una transición con el artículo precedente («Amor»). De igual modo, el final del artículo «Amistad» («Volveremos sobre este tema») anuncia el artículo «Amor llamado socrático». De manera más explícita todavía, el artículo «Cadena de acontecimientos» indica que continúa en el artículo «Destino». Por otra parte, el hecho de que el libro comience con la voz «Abad» y finalice con el artículo «Virtud» no es fruto del azar, sino que refleja probablemente una intención programática.

### Las reediciones
A causa de su éxito, el Diccionario filosófico tuvo diferente reediciones durante la década de 1760. En cada una de ellas, Voltaire añadía nuevos artículos y ampliaba los ya existentes: la obra llegó a contar con 118 artículos en la edición de 1769. Esta tendencia al crecimiento es característica del anciano Voltaire, que se complace en  multiplicar referencias eruditas y en pasar cuentas con sus adversarios.
Estas adiciones tienden a ofrecer al libro una tono anticristiano más marcado. En efecto, a medida que el número de artículos crece, el número de los que no están inspirados directamente por la crítica a la religión disminuye de forma proporcional otro tanto: los nuevos artículos están vinculados a este tema, mientras que ciertos artículos ya existentes que no estaban relacionados con este asunto se amplían con contenidos anticristianos («Fábulas», «Destino», «Bautismo»...) El tono de los artículos también cambia de forma sensible: la ironía agradable, incluso bromista, tiende a dejar paso a otra, más sarcástica y violenta. Este endurecimiento del tono se observa claramente en la ediciones posteriores al suplicio del caballero de La Barre, a quien se evoca en el artículo «Tortura» de 1769.

### DeLa Razón por el alfabetoalDiccionario filosóficode la edición de Kehl
La edición de 1769 del Diccionario filosófico había sido rebautizada por Voltaire como La Razón por el alfabeto. Al año siguiente, inició una nueva empresa alfabética: las Preguntas sobre la Enciclopedia, que aparecieron en forma de nueve volúmenes en octavo con el impresor Cramer de Ginebra, entre 1770 y 1772. De los cuatrocientos cuarenta artículos de la obra, cincuenta son reediciones de artículos publicados en el Diccionario filosófico. Voltaire distribuyó diversos artículos en diferentes apartados de sus Obras, compiladas según una lógica puramente temática en 1775.
Esta tarea de reorganización de la obra alfabética de Voltaire finalizó con la edición póstuma realizada por la «Sociedad Literaria Tipográfica» de Kehl en 1789, que integra, bajo el título genérico de Diccionario filosófico, no solo los artículos publicados en la obra del mismo nombre, sino también los que fueron publicados en la Encyclopédie de Diderot y D'Alembert, en el Diccionario de la Academia Francesa, en la Preguntas sobre la Enciclopedia, así como los de un diccionario manuscrito titulado La Opinión alfabética. Por último, dijeron los editores, «se han añadido un gran número de fragmentos poco extensos, que hubiese sido difícil incluir en cualquiera de las secciones de esta colección. Esta decisión editorial sirvió de base para todas las ediciones anteriores al siglo XX (la edición de 1764 fue republicada por Georges Begensco en 1892; la de 1769, en 1930 en la ediciones de Cluny.). Las Preguntas sobre la Enciclopedia no han sido reeditadas desde el siglo XVIII. En la actualidad está preparando una nueva edición la Voltaire Foundation de la Universidad de Oxford.

### Edición moderna de referencia
- Voltaire, Le Dictionnaire philosophique, Christiane Mervaud (dir.) Oxford, Voltaire Foundation, 1994 (2 volums.) OCLC 81447227

### Otras ediciones modernas
- Voltaire, Dictionnaire philosophique, París, Flammarion, Gf, 1964, reedición 1993 (edición de René Pomeau) OCLC 464593648
- Voltaire, Dictionnaire philosophique, París, Gallimard, Folio Classique, 1994 (edición de Alain Pons) OCLC 32343127
- Voltaire, Dictionnaire philosophique, París, Garnier Frères, Classiques, 2008 (edición de Raymond Naves y Olivier Ferret, prólogo de René Étiemble) OCLC 494789884
- Voltaire Dictionnaire philosophique, París, Flammarion, Gf, 2010 (edición de Gerhardt Stenger) OCLC 690513870

### Ediciones en castellano
- Voltaire, Diccionario filosófico, Madrid, Bergua, 1966, (edición de Juan B. Bergua) OCLC 1635194
- Voltaire, Diccionario filosófico, Madrid, Akal, 1985, reed. 2007 (edición de Luis Martínez Drake) OCLC 230207103
- Voltaire, Diccionario filosófico, Madrid, Temas de Hoy, 1995 (edición de Ana Martínez Arancón, prólogo de Fernando Savater) OCLC 431303399